# Paypayrola bordenavei
Paypayrola bordenavei – gatunek roślin z rodziny fiołkowatych (Violaceae). Był także wyodrębniany jako jedyny przedstawiciel rodzaju Hekkingia – H. bordenavei H.E. Ballard & Munzinger Syst. Bot. 28(2): 345–351, f. 2–8. Jest endemitem w Gujanie Francuskiej.